# Сентурія (Вісконсин)
Сентурія (англ. Centuria) — селище (англ. village) в США, в окрузі Полк штату Вісконсин. Населення — 891 особа (2020).

## Географія
Сентурія розташована за координатами 45°26′55″ пн. ш. 92°33′28″ зх. д. / 45.44861° пн. ш. 92.55778° зх. д. (45.448691, -92.557894).  За даними Бюро перепису населення США в 2010 році селище мало площу 4,40 км², з яких 4,40 км² — суходіл та 0,00 км² — водойми.

## Демографія
Згідно з переписом 2010 року, у селищі мешкало 948 осіб у 414 домогосподарствах у складі 227 родин. Густота населення становила 216 осіб/км².  Було 449 помешкань (102/км²).
Расовий склад населення:
| - 95,6 % — білих - 0,7 % — корінних американців - 0,6 % — чорних або афроамериканців - 0,5 % — азіатів |

До двох чи більше рас належало 2,4 %. Частка іспаномовних становила 0,5 % від усіх жителів.
За віковим діапазоном населення розподілялося таким чином: 26,3 % — особи молодші 18 років, 58,6 % — особи у віці 18—64 років, 15,1 % — особи у віці 65 років та старші. Медіана віку мешканця становила 34,9 року. На 100 осіб жіночої статі у селищі припадало 93,5 чоловіків;  на 100 жінок у віці від 18 років та старших — 91,5 чоловіків також старших 18 років.
Середній дохід на одне домашнє господарство  становив 36 327 доларів США (медіана — 26 856), а середній дохід на одну сім'ю — 42 296 доларів (медіана — 34 375). За межею бідності перебувало 22,0 % осіб, у тому числі 26,0 % дітей у віці до 18 років та 22,0 % осіб у віці 65 років та старших.
Цивільне працевлаштоване населення становило 351 особа. Основні галузі зайнятості: виробництво — 26,5 %, освіта, охорона здоров'я та соціальна допомога — 23,4 %, науковці, спеціалісти, менеджери — 12,5 %, транспорт — 7,7 %.